# المایک ندیایه
المایک ندیایه (انگلیسی: Almike N'Diaye؛ زادهٔ ۲۶ اکتبر ۱۹۹۶) بازیکن فوتبال اهل موریتانی است.
وی همچنین در تیم ملی فوتبال موریتانی بازی کرده‌است.